# 金中建

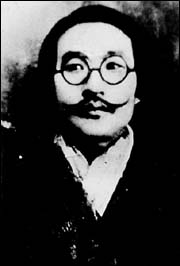
金中建

金 中建（きん ちゅうけん、김 중건、キム・ジュンゴン、1889年12月6日 - 1933年3月24日）は朝鮮の独立活動家。雅名は笑来。

## 生涯
咸鏡南道金野郡出身。幼少時代や家庭環境に関しては不明である。
漢学を習って書堂を運営し、1907年頃に新学問に目覚めた。書堂を近代式教育を実施する錬明学校に改編し、1909年に天道教に入校した。天道教徒中李容九系列が中心になった一進会が日韓合邦上奏文を提出して日韓併合条約締結を懇願すると、《天道教月報》に〈討一進会〉という題目で一進会を批判する文を載せた。
しかし、1910年の韓日併合条約締結以後既存の天道教壇を通じた救国運動を悲観的に見るようになり、帰郷後に独自の宇宙観を定立して天道教教壇の改革を促すなどの活動をし、天道教から放逐された。結局1913年に元宗を創立した。
1914年には元宗信徒とともに北間島へ亡命したが、学校を設立して民族教育を実施してために1917年に日本警察に逮捕され獄苦を経験した。また間島地域を舞台で元宗布教活動をして資本主義と帝国主義対する自分の理念を説破した。その思想は農村中心の改革を通じて国家がない理想郷を建設するというもので、アナキズムと類似の側面があった。
1920年元宗教徒を閨閤して大震団を組織した。大震団は基本的に思想団体であったが、武装組織でもあり、1921年武装独立運動団体が連合して大韓国民団が結成時も参加した。
以後 《新風》という雑誌を発行中、また逮捕されるなど紆余曲折を経験し、1929年に北満州の荒地に共同生産共同分配が成り立つ理想的農村共同体어복촌を建設して運営した。この共同体では普段教育と軍事訓練を行い、満州事変以後部隊を起こして日本軍と戦った。
元宗部隊が日本軍に敗退して어복へ退き、共産主義系の独立運動部隊である장참모の吉林救国軍と李光部隊などと対立した。結局1933年、日本ソ連連合軍と吉林救国軍に捕まって処刑された。
1977年に建国勲章独立章が追贈され、南楊州市に記念碑が建てられている。遺稿文集で 《笑来集》(1969)がある。

## 参考サイト
- 大韓民国国家報勲処, 이 달의 독립 운동가 상세자료 - 김중건, 2003년
- ko:틀:독립유공자